# Marc Pedersen (fodboldspiller, født 1989)
 Der er flere personer med dette navn, se Marc Pedersen.
Marc Pedersen (født 31. juli 1989) er en dansk tidligere fodboldspiller, der bl.a. spillede for SønderjyskE.

## Profil
Marc Pedersen va en fysisk stærk midterforsvarer med naturlige lederegenskaber. På Vejle Boldklubs hjemmeside blev han karakteriseret som et målrettet talent præget af stor professionalisme.

## Karriere
Marc Pedersen kom til Vejle Boldklub i 2007 som 2. års yngling fra FC Midtjylland, hvor han var anfører på klubbens Ynglinge Liga-hold. 
Han viste hurtigt sit værd som forsvarskrumtap på Vejle Boldklubs ynglingehold, der er i efteråret 2007 vandt 1. divisionen for yndlinge. 
Per 1. januar 2008 blev Marc Pedersen tilknyttet Vejle Boldklubs seniortrup som udviklingsspiller, og i forårssæsonen 2009 fik han sit gennembrud, da han i sæsonafslutningen blev fast mand i midterforsvaret på klubbens bedste mandskab.
Efter en række overbevisende præstationer i Superligaen blev Marc Pedersen sidenhen en fast bestanddel af den trup, der havde som mål at spille  Vejle Boldklub tilbage i den bedste danske række. I 2010 blev han dog udlejet til Randers FC for resten af året.